# 輔英科技大学
輔英科技大学（ほえいかぎだいがく、Foo Yin University）は、台湾高雄市大寮区に位置する私立大学である。前身が看護学校であったため現在でも看護学を中心とした教育を行っているが、大学に昇格した現在は時代の要求に合わせて学科を新設し、総合的な科学技術大学へ転換している。

## 歴史
- 1958年 - 屏東県東港鎮に3年制の「婦嬰高級助産職業学校」として開校
- 1962年 - 4年制の「婦嬰高級護理助産職業学校」に昇格
- 1968年 - 5年制「婦嬰護理助産専科学校」に昇格
- 1970年 - 現在の高雄市大寮区へ移転
- 1984年 - 2年制看護学科を新設
- 1988年 - 5年制医療事務学科を設置。「輔英医事護理専科学校」と改称。男女共学となる
- 1989年 - 2年制看護学科夜間部を新設
- 1994年 - 2年制環境工学衛生科（日夜間部）を新設
- 1995年 - 2年制幼児保育学科、二年制応用外国語学科を新設
- 1997年7月1日 - 「輔英技術学院」及び「専科部」の設置の認可を受ける。看護学科、医療事務学科、環境工学衛生系、2年制医療事務管理学科を設置
- 1998年 - 4年制看護学科、環境工学科を新設
- 1999年 - 2年制看護管理学科、保健営養学科、工業安全衛生学科、4年制助産学科、物理治療学科、応用化学科を新設。専科部が正式に成立、共同科を設置
- 2000年 - 4年制幼児保育学科、情報管理学科、バイオテクノロジー学科を新設
- 2001年 - 万丹キャンパス拡張計画の認可を受ける
- 2002年8月1日 - 「輔英科技大学」と改称

## 組織
| | |
| - 医学健康学部 - 看護学科 - 助産学科 - 医療事務学科 - 物理治療学科 - 営養健康学科 - 基礎医学教育センター - 管理情報学部 - 看護管理学科 - 情報管理学科 - 健康レジャー管理学科 - 医療事務管理学科 | - 環境生命学部 - 環境工学科 - 応用化学科 - 職業安全健康学科 - バイオテクノロジー学科 - 科学教育センター - 人文社会学部 - 幼児保育学科 - 応用外国語学科 - 人文教育センター - 教職養成センター - 教養課程センター |